# São João da Boa Vista
São João da Boa Vista là một đô thị ở bang São Paulo của Brasil. Đô thị này nằm ở vĩ độ 21º58'09" độ vĩ nam và kinh độ 46º47'53" độ vĩ tây, trên khu vực có độ cao 767 m.
Theo điều tra năm 2007, thành phố này có dân số 80.059 người. Diện tích khu vực đô thị là 42,825 km², khu vực nông thôn là 457,175 km². São João da Boa Vista có khoảng cách đến các đô thị lớn khác: Ribeirão Preto 180 km, Belo Horizonte 600 km, Rio de Janeiro 620 km, São Paulo 220 km, Campinas 113 km, Curitiba 650 km.

## Xa lộ
- SP-330
- SP-342
- SP-344